# Медлпа
Медлпа, мелпа, хаген — папуасский народ в Папуа — Новой Гвинее. Общая численность примерно 180 тыс. человек.

## Язык
Основной язык — медлпа (группа восточно-новогвинейского нагорья, трансновогвинейская фила).

## Происхождение и социальное устройство
Медлпа делятся на несколько племен, которые в свою очередь делятся на патрилинейные роды, подроды, линиджи. Преимущественная форма брака — обмен сёстрами и патрилатеральный брак.

## Религия
Большинство медлпа придерживается традиционных верований, но некоторая часть примерно в середине XX века приняла христианство (протестантизм).

## Быт и традиционные занятия
Одним из основных занятий является земледелие, преимущественно ручное. Примечателен факт гендерного разделения труда: женщины возделывают только те растения, съедобная часть которых находится под землёй (батат, ямс, таро), а мужчины возделывают только те растения, съедобная часть которых находится над землёй (бананы, панданус). Также развито животноводство, в частности свиноводство.